# Microserica martensi
Microserica martensi är en skalbaggsart som beskrevs av Ahrens 1998. Microserica martensi ingår i släktet Microserica och familjen Melolonthidae. Inga underarter finns listade i Catalogue of Life.